# Urseni, Timiș
Urseni (maghiară Magyarmedves) este un sat în comuna Moșnița Nouă din județul Timiș, Banat, România.

## Localizare
Urseni se situează la sud-est de municipiul Timișoara, la circa 10 km de acesta, pe malul drept al râului Timiș. Se învecinează la vest cu Giroc (6 km), la nord cu Moșnița Nouă, la est cu Uliuc. Satul este traversat de calea ferată Timișoara-Buziaș și are stație proprie.

## Istorie

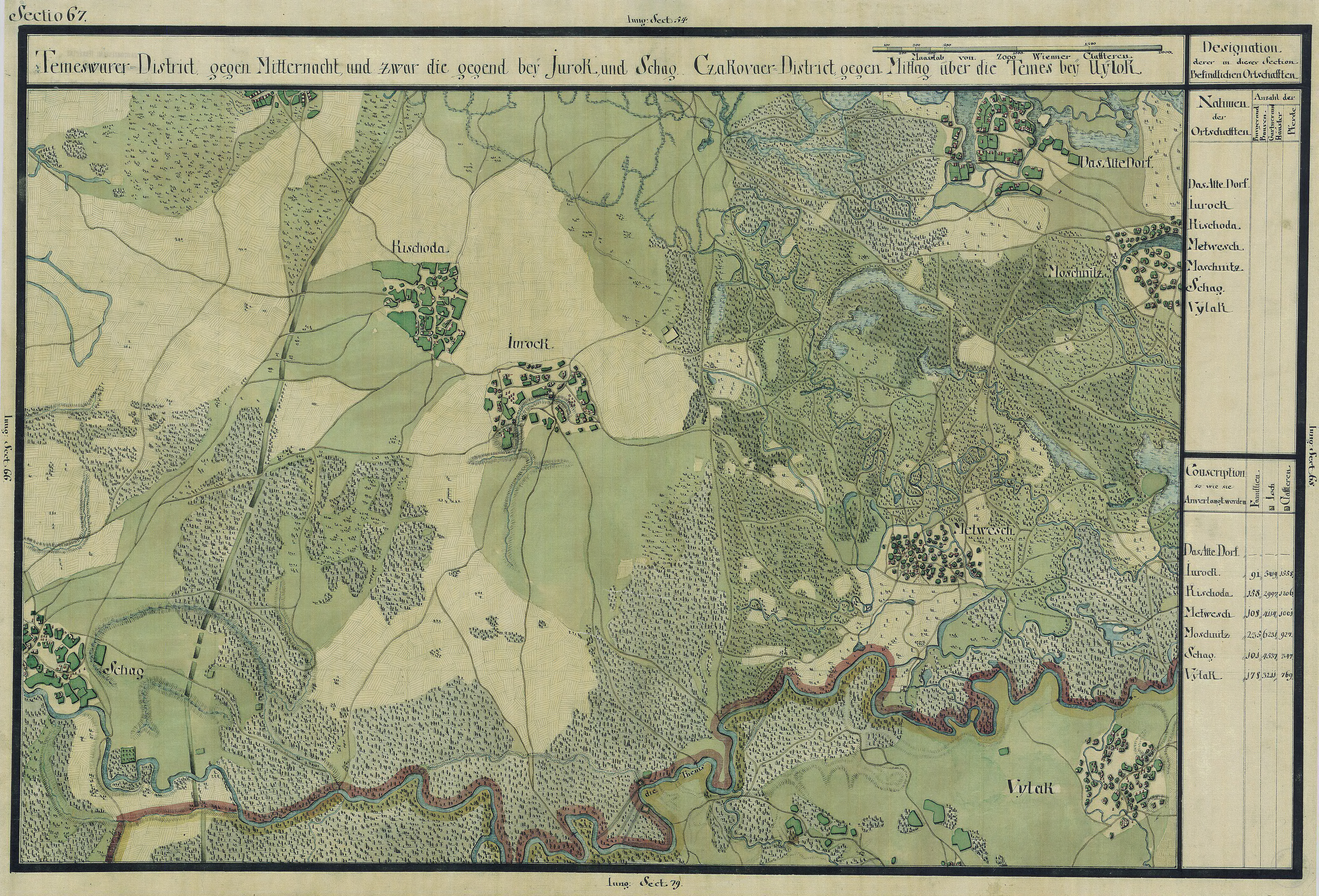
Urseni în Harta Iosefină a Banatului, 1769-72

Localitatea este atestată documentar la 1403 cu numele de Medwez. Pe harta lui Mercy din 1723 figurează sub denumirea de "Metec". În 1761 se chema Medves, nume maghiar care s-a păstrat până târziu, în ciuda faptului că localitatea a fost majoritar românească. În 1890 făcea parte din Comitatul Timiș, districtul Timișoara și era reședință de comună. Când Banatul s-a unit cu România în 1918, românii au preluat denumirea maghiară și au românizat-o în Medveș. În perioada comunistă s-a stabilit „Urseni” ca nume oficial. Astăzi Urseniul cunoaște o schimbare majoră datorată amplasării în zona suburbană a municipiului Timișoara. Satul cunoaște o dezvoltare edilitară explozivă.